# Manuel Carballo
Manuel Carballo Martínez (né le 23 novembre 1982 à Madrid) est un gymnaste espagnol.

## Carrière sportive
C'est le frère du gymnaste Jesús Carballo.